# Pseudomennis coccinea
Pseudomennis coccinea är en fjärilsart som beskrevs av Druce 1885. Pseudomennis coccinea ingår i släktet Pseudomennis och familjen mätare. Inga underarter finns listade.